# Halodiplosis eremobia
Halodiplosis eremobia är en tvåvingeart som beskrevs av Boris Mamaev och Pak 1989. Halodiplosis eremobia ingår i släktet Halodiplosis och familjen gallmyggor.
Artens utbredningsområde är Turkmenistan. Inga underarter finns listade i Catalogue of Life.